# Adrian Lambert
Adrian Lambert (Brighton, 26 aprile 1972) è un bassista e compositore britannico, membro delle progressive metal band Son of Science e i Biomechanical.
Adrian ha registrato 3 album ed è stato in tour con diversi gruppi, tra le quali la power metal band DragonForce. Adrian è conosciuto soprattutto per la velocità nell'uso della tecnica delle tre dita (Fingerpicking) con il basso a sei corde.